# Clã Kudara no Konikishi
Os Kudara no Konikishi (em japonês:  百済王) foram um clã do Japão cujo fundador, Zenkō (善光 ou 禅広) era filho do último rei de Baekje, Rei Uija.
Kudara era o nome do uji ou clã que representava o seu país de origem. Konikishi ou Kokishi, que literalmente significa "rei", foi um kabane especial, dado apenas às antigas famílias reais de Baekje e Goguryeo, incluindo os clãs Shōna (肖奈) e Koma (高麗).
O fundador Zenkō veio de Baekje para o Japão como diplomata junto com seu irmão mais velho Hōshō em 643. Mesmo depois de Hōshō voltar para casa para liderar uma campanha malsucedida para tentar reviver Baekje, Zenkō permaneceu no Japão. Os membros da família real foram tratados como estrangeiros (蕃客)  e não foram incorporados ao sistema político doméstico japonês por algum tempo.
Foram finalmente assimilados pela burocracia do Japão em 691 e receberam o nome "Kudara no Konikishi" algum tempo depois. Esse evento atraiu atenção de estudiosos e algumas teorias foram propostas para explicar a razão de terem recebido esse nome peculiar. Atualmente a explicação está no Código Asuka Kiyomihara de 689 porque seu sistema clarificava o estatuto legal da família. Ao mesmo tempo, ainda precisavam representar a realeza de Baekje pelo nome especial.
Em 790, o Imperador Kanmu publicou uma decisão que trata o clã Kudara no Konikishi como "parentes por casamento". Isso se deve ao fato da mãe do imperador, Takano no Niigasa, ter pertencido ao clã Yamato, oriundo de Baekje, que à época reclamava sua origem da família real de Baekje.
Outra teoria tenta explicar a ascensão e a queda do clã Kudara no Konikishi no contexto da política doméstica em vez da ideologia política: Esse clã sofreu influência do ramo austral do clã Fujiwara depois que Kudara no Konikishi Myōshin se casou com Fujiwara no Tsugutada por volta de 754. O edito do imperador de 790 teve como objetivo elevar Myōshin à condição de dama da nobreza (尚侍), apesar de sua origem humilde. Ela ajudou outras mulheres do clã a ingressar na Corte Imperial. Seus dias prósperos acabaram em 807 quando Fujiwara no Takatoshi, o filho de Tsugutada e Myōshin, perdeu o poder numa disputa sucessória imperial. O clã declinou da segunda metade século IX até o começo do século X e então desapareceu da política.
Membros notáveis do clã Kudara no Konikishi incluem:
- Kudara no Konikishi Zenkō (百済王禅光) (617-700) – Fundador do clã
- Kudara no Konikishi Rōgu (百済王朗虞) (661-737) - Vice –Governador deSettsu (摂津亮)
- Kudara no Konikishi Kyōfuku (百済王敬福) (697-766) - Juiz (刑部卿)
- Kudara no Konikishi Shuntetsu (百済王俊哲) - General da Guarda da Paz de Mutsu e Vice-Delegado da Conquista dos Bárbaros do Sul (陸奥鎮守将軍征夷副使)
- Kudara no Konikishi Bukyō (百済王武鏡) – Governador de Dewa (出羽守)